# Stephen Glass
Stephen Glass (Highland Park, Chicago; 1972) es un experiodista de la revista estadounidense The New Republic, que fue despedido por crear artículos falsos, así como citas, fuentes y acontecimientos. La caída de Glass se cuenta en la película de 2003 Shattered Glass.

## Infancia
Creció en el seno de una familia judía, en el suburbio de Highland Park, al norte de Chicago. Estudió en la Universidad de Pensilvania, donde desempeñó el cargo de director ejecutivo del periódico de la Universidad, The Daily Pennsylvanian. Mientras estuvo allí ganó notoriedad debido a una controversia que incluía el robo de una edición entera del periódico por un grupo de estudiantes descontentos. 
Tras su licenciatura, fue contratado por The New Republic (TNR) como asistente de redacción en 1995. Destacó rápidamente, escribiendo artículos para la revista cuando contaba sólo con 23 años. Mientras estuvo empleado a tiempo completo para TNR, Glass también escribió ocasionalmente para revistas como Policy Review, George, Rolling Stone y Harper's.

## El escándalo deThe New Republic
Hubo señales de advertencia. Joe Galli, del Comité Nacional Republicano y Davide Keene de la Unión Conservadora Americana, escribieron sendas cartas a TNR acusando a Glass de invenciones en "Spring Breakdown", una historia que describía borracheras e inmoralidades en la Conferencia de Acción Política Conservadora de 1997. La organización Educación para la Resistencia contra el Abuso de Drogas (Drug Abuse Resistance Education, D.A.R.E.) acusó a Glass de falsedades en su artículo de marzo de 1997 "Don't you D.A.R.E." El Centro para la Ciencia de Interés Público (Center for Science in the Public Interest, C.S.P.I.), objetivo de un hostil artículo de Glass en diciembre de 1996, llamado "Hazardous to Your Mental Health" dirigió una carta al editor de TNR e hizo público un comunicado de prensa en el que señalaba tergiversaciones, manipulaciones y posible plagio en el artículo de Glass. Un artículo de junio de 1997 titulado "Peddling Poppy", sobre una conferencia en la Universidad Hofstra sobre George H. W. Bush, motivó una carta de la universidad al director de The New Republic enumerando los errores de Glass. El propietario de la revista, Martin Peretz admitió más tarde que su esposa le había dicho que encontraba las historias de Glass tan increíbles que había dejado de leerlas.
Glass fue finalmente descubierto en mayo de 1998. La historia que precipitó su caída apareció en el número del 18 de mayo de 1998. Se llamaba "Hack Heaven", y trataba de un supuesto hacker de 15 años que había sido presuntamente contratado por una gran compañía para trabajar como consultor de seguridad después de haber entrado en su sistema informático y expuesto sus debilidades. Como varios de los artículos de Glass, "Hack Heaven" describía los hechos casi cinematográficamente y estos eran narrados en primera persona, implicando la asistencia de Glass a los acontecimientos que relataba. 
Poco después de la publicación del artículo, el reportero Adam Penenberg, de Forbes, lo leyó e hizo sus propias investigaciones, no encontrando evidencia alguna de la existencia de la empresa Jukt Micronics ni de las personas citadas por Glass. Cuando Penenberg y Forbes hicieron frente a TNR con estos datos, Glass alegó que había sido engañado. El director de TNR, Charles Lane, sospechaba algo distinto. Buscando confirmación para la historia, Lane pidió a Glass que le llevara al Hotel Hyatt en Bethesda (Maryland), donde supuestamente el hacker Restil se reunió con los ejecutivos de Jukt Micronics, y a la sala de conferencias donde tuvo lugar la convención de hackers. Glass describió los detalles de la reunión e insistió en que la historia era cierta, pero Lane descubrió que la sala de conferencias estaba cerrada el día en que Glass decía que el encuentro de hackers había tenido lugar. Una investigación interna concluyó que Glass también había creado un sitio web y una dirección de correo electrónico para la inexistente Jukt Micronics con la intención de despistar al departamento de confirmación de datos de TNR, a quienes también presentó notas inventadas y tarjetas de visita falsificadas. Incluso creó un boletín hacker en su esfuerzo por cubrirse.
Posteriormente TNR determinó que al menos 27 de las 41 historias escritas por Glass para la revista contenían material infundado. Algunos, como "Don't you D.A.R.E." contenían declaraciones e incidentes inventados entremezclados con otros reales, mientras que otros, como "Hack Heaven" fueron completamente ficticios.
Rolling Stone, George y Harper's también revisaron su trabajo en sus respectivas publicaciones: Rolling Stone y Harper's encontraron que el material era generalmente veraz aunque no había forma de confirmarlo con las fuentes de Glass, en su mayoría anónimas. George descubrió que Glass fabricó declaraciones y se vio obligado a pedir disculpas al sujeto del artículo, Vernon Jordan, un asesor de Bill Clinton.

## Shattered Glass
En 2003, se estrenó la película Shattered Glass, sobre el apogeo y caída de Glass. El guion intentaba retratar tanto la gran presión a la que se ven sometidos los periodistas políticos estadounidenses, como los trabajos internos de las revistas de información política. Hayden Christensen y Peter Sarsgaard encarnaron a Stephen Glass y Charles Lane.
Glass no quiso tener ninguna vinculación con el filme, por lo que se negó a dar declaraciones sobre su persona al actor que lo encarna.

## Carrera posterior
Glass se licenció en derecho por la Universidad de Georgetown tras ser despedido de TNR. En 2003, apareció en televisión promocionando su “novela biográfica” El Fabulador (Ed. Planeta Internacional, noviembre de 2003). “Quiero que crean que yo fui un buen periodista, una buena persona. Quiero que amen la historia así podrán amarme a mi”, le dijo a Steve Kroft en una entrevista para el noticiero 60 minutos de la cadena CBS. La nota del autor en dicho libro comienza así: "En 1998 perdí mi puesto de redactor en The New Republic y mis colaboraciones con otros medios como periodista independiente por haberme inventado docenas de artículos. Lamento profundamente mi comportamiento de entonces y todo el dolor que ha causado". También en 2003, Glass regresó brevemente al periodismo firmando un artículo sobre las leyes sobre el consumo de marihuana en Canadá para la revista Rolling Stone.
Glass vive en Los Ángeles. En 2007 trabajó como asistente legal así como actuando con la compañía cómica de Los Angeles Un-Cabaret.